# Triaenodes injustus
Triaenodes injustus là một loài Trichoptera trong họ Leptoceridae. Chúng phân bố ở miền Tân bắc.